# Marienschule Münster
Das Mädchengymnasium Marienschule Münster ist ein bischöfliches Gymnasium in Münster, Nordrhein-Westfalen.

## Geschichte

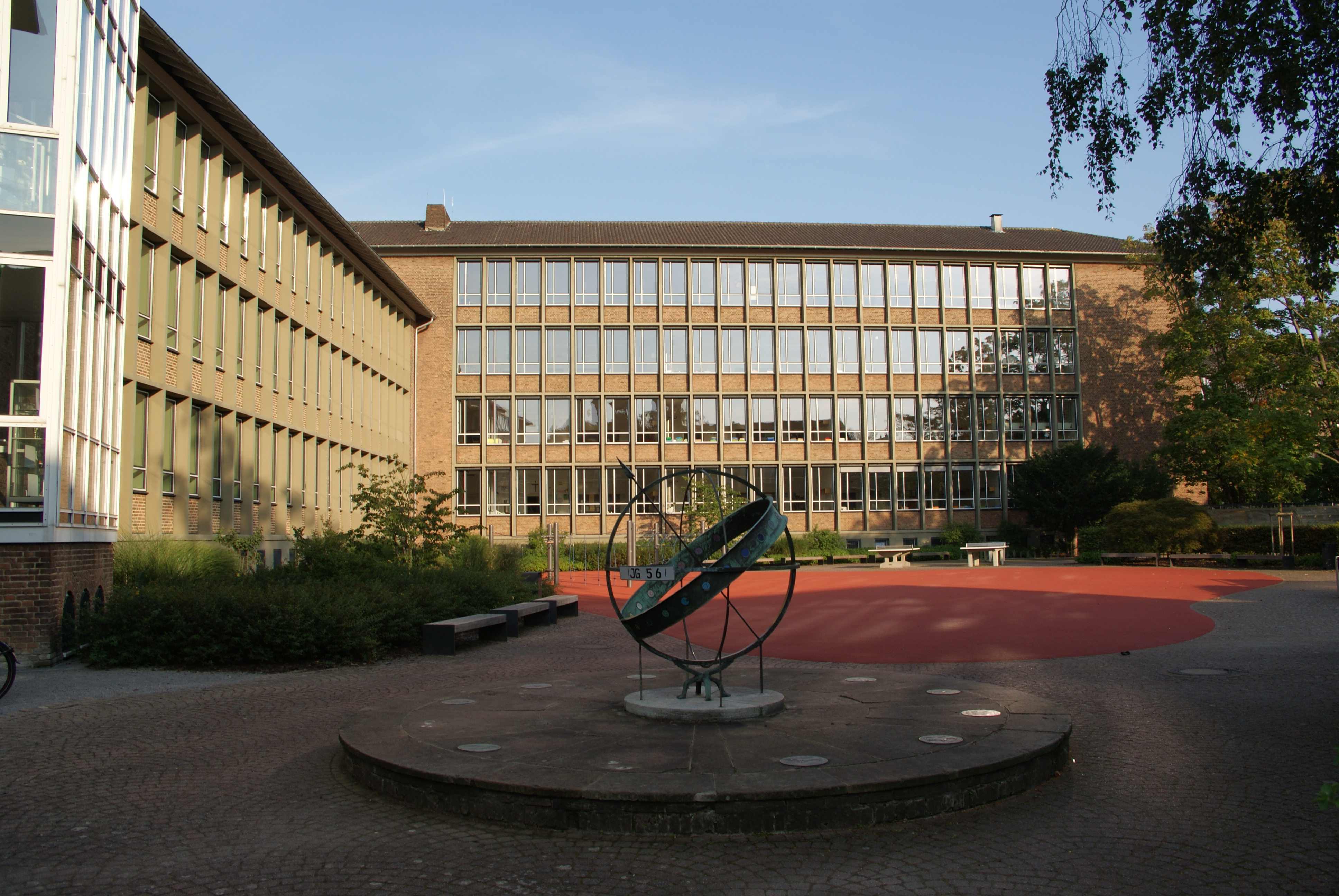
Schulhof der Marienschule Münster

Die Schule existiert als Mädchengymnasium seit 1922 und wurde 1954 neu eingeweiht. Die 1966 eingebauten Fenster in der Aula stammen von Vincenz Pieper. Seit 1990 bietet die Schule einen englischen bilingualen Zweig an und hat schon Preise gewonnen, wie zum Beispiel das Gütesiegel Individuelle Förderung und den Schulentwicklungspreis Gute gesunde Schule für individualisierte Lernzeiten.

## Auszeichnungen
- 2013: beste Schule NRW beim Geschichtswettbewerb des Bundespräsidenten[3]
- 2013: Gute gesunde Schule für individualisierte Lernzeiten[2]
- 2022: Münster Vocal Award für den Schulchor[4]

## Bekannte Schülerinnen
- Monika Grütters, Politikerin (Abitur 1981)
- Sabine Saphörster-Heimbach, Journalistin und Ministerialbeamtin
- Sybille Benning, MdB, Politikerin[5]
- Michelle Barthel, Schauspielerin (Abitur 2012)
- Leonie Rainer, Schauspielerin (Abitur 2009)
- Maria Luisa Grohs, Fußballtorhüterin (Abitur 2019)[6]